# Preston North End FC
Preston North End FC är en engelsk fotbollsklubb i Preston. Klubben grundades 1880 och var en av ursprungsklubbarna som bildade The Football League 1888. De är mest kända som klubben som vann ligan den första säsongen och därmed blev mästare av världens första fotbollsliga. Hemmaarenan heter Deepdale. Klubben spelar sedan säsongen 2015/2016 i Championship.

## Historia

Klubbens ligaplaceringar från och med 1888.

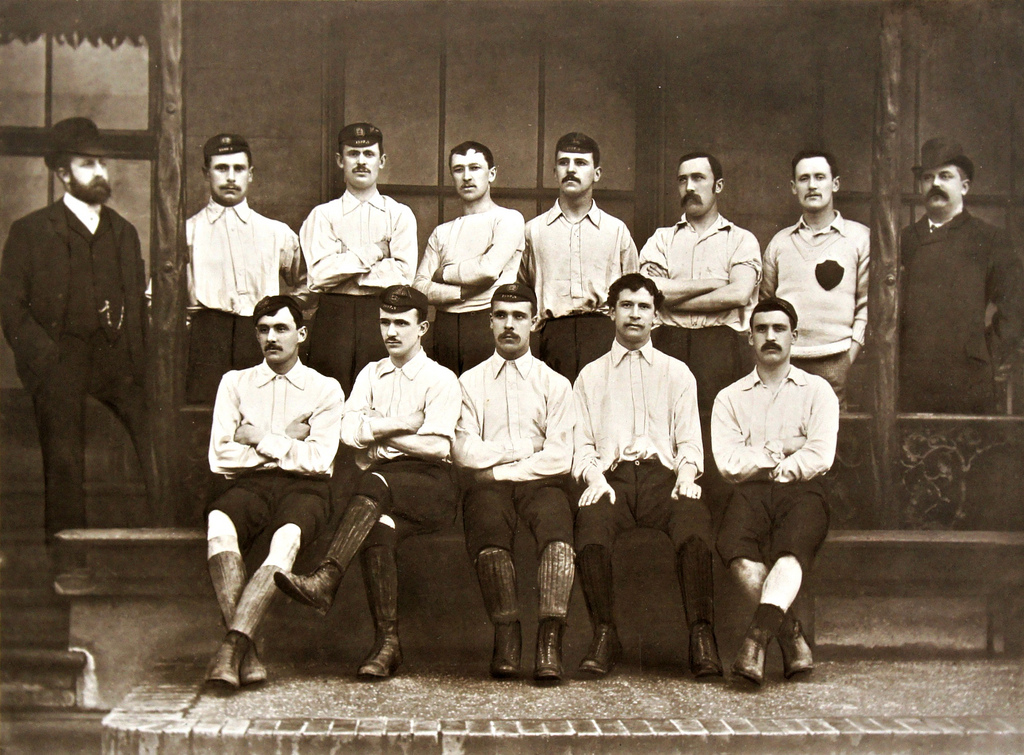
Preston North End, de första mästarna av The Football League 1888/89.

1888 var klubben med om att bilda The Football League, världens första fotbollsliga. Preston vann ligan den första säsongen, 1888/89, och det utan att förlora en enda match. Denna bedrift gav laget smeknamnet "The Invincibles" – "De oövervinnerliga". Man vann även FA-cupen detta år utan att släppa in ett enda mål. I finalen besegrades Wolverhampton Wanderers med 3–0. Även säsongen 1889/90 blev Preston ligamästare.
Prestons mest berömda spelare är Tom Finney, en ytter som gjorde 30 mål på 76 landskamper för England under 1940- och 50-talen. Finney avslutade den aktiva karriären 1960. Även spelare som Bobby Charlton och David Beckham har spelat kortare perioder i Preston. Under 1920-talet spelade den legendariske skotten Alex James i klubben.
Under 1900-talet var man inte lika dominerande som tidigare, även om man spelade i någon av de två högsta divisionerna varje år ända fram till 1970. Man vann FA-cupen 1938 genom att besegra Huddersfield Town med 1–0. 1956 tog Cliff Britton över som tränare, och under de närmsta fem åren tillhörde klubben topplagen i ligan. Britton skolade om Tom Finney, då 34 år, till centerforward. På den positionen gjorde han 23 mål säsongen 1956/57, då Preston slutade på tredje plats i ligan. Året efter kom man på andra plats efter Wolverhampton. Säsongen efter att Finney slutat spela, 1960/61, ramlade klubben ner i division två, varpå Britton avgick.
Preston förlorade FA-cupfinalen mot West Ham 1964, och 1970 åkte man ner i division tre för första gången. Man gick dock upp i tvåan igen året efter, men sedan gick det utför. Klubben åkte ner i division fyra 1985, och året efter slutade man trea från slutet i fyran. Man undgick nedflyttning till amatörligan tack vare att ligamedlemmarna röstade att Preston och tre andra klubbar skulle få vara kvar i ligan.
Preston gick upp i division tre 1988, men efter att ligasystemet gjorts om inför säsongen 1992/93 (FA Premier League bildades, och division tre bytte namn till division två etc.) åkte man ur nya division två. Man kom dock tillbaka 1996, och två år senare, 1998, tog David Moyes över som tränare efter Gary Peters. Med Moyes vid rodret tog man steget upp i division ett år 2000. Första säsongen i ettan slutade man på sjätte plats, och förlorade mot Bolton Wanderers i kvalfinalen till Premier League. Moyes lämnade Preston för Everton i mars 2002 och ersattes av den förre förbundskaptenen för Skottland, Craig Brown. Det gick inget vidare för Brown, som fick sparken 2004. Den relativt oerfarne Billy Davies (tidigare i Motherwell) överraskade alla genom att leda Preston till en fjärdeplats i The Football League Championship (tidigare division ett). I Premier League-kvalets semifinal besegrade man Derby County, men i finalen förlorade man mot West Ham. Även året därpå nådde de kvalspel men blev utslagna i semifinalen av Leeds United. 2011 åkte de ur The Championship och blev nedflyttade till League One.

## Meriter
- Ligamästare 1888/89, 1889/90
- Division två 1903/04, 1912/13, 1950/51, 1999/00
- Division tre 1970/71, 1995/96
- FA-cupen 1888/89, 1937/38

## Spelartrupp
| 1  | Danmark | Daniel Iversen | 19 juli 1997  | Leicester City (-25)      |
| 12 | England | Jack Walton    | 23 april 1998 | Luton Town (-25)          |
| 13 | Wales   | David Cornell  | 28 mars 1991  | Peterborough United (-22) |

| 2  | Spanien    | Pol Valentín     | 21 februari 1997 | Sheffield Wednesday (-25)    |
| 3  | Montenegro | Andrija Vukčević | 11 oktober 1996  | Juárez (-25)                 |
| 6  | Skottland  | Liam Lindsay     | 12 oktober 1995  | Stoke City (-21)             |
| 14 | England    | Jordan Storey    | 2 september 1997 | Exeter City (-18)            |
| 16 | Wales      | Andrew Hughes    | 5 juni 1992      | Peterborough United (-18)    |
| 19 | England    | Lewis Gibson     | 19 juli 2000     | Plymouth Argyle (-25)        |
| 26 | England    | Thierry Small    | 1 augusti 2004   | Charlton Athletic (-25)      |
| 42 | England    | Odeluga Offiah   | 26 oktober 2002  | Brighton & Hove Albion (-25) |

| 4  | England    | Ben Whiteman            | 17 juni 1996    | Doncaster Rovers (-21)  |
| 8  | Nordirland | Ali McCann              | 4 december 1999 | St Johnstone (-21)      |
| 10 | Danmark    | Mads Frøkjær-Jensen     | 29 juli 1999    | OB (-23)                |
| 11 | Irland     | Robbie Brady            | 14 januari 1992 | AFC Bournemouth (-22)   |
| 15 | Nordirland | Jordan Thompson         | 3 januari 1997  | Stoke City (-25)        |
| 20 | England    | Theo Carroll            | 21 juni 2007    | Preston North End FC    |
| 21 | England    | Alfie Devine            | 1 augusti 2004  | Tottenham Hotspur (-25) |
| 22 | Island     | Stefán Teitur Þórðarson | 16 oktober 1998 | Silkeborg (-24)         |
| 35 | England    | Noah Mawene             | 1 februari 2005 | Preston North End FC    |
| 44 | England    | Brad Potts              | 3 juli 1994     | Barnsley (-19)          |

| 7  | Irland     | Will Keane      | 11 januari 1993 | Wigan Athletic (-23)      |
| 9  | Kanada     | Daniel Jebbison | 13 augusti 2003 | Bournemouth (-25)         |
| 23 | Danmark    | Jeppe Okkels    | 27 juli 1999    | Utrecht (-24)             |
| 24 | England    | Michael Smith   | 17 oktober 1991 | Sheffield Wednesday (-25) |
| 28 | Montenegro | Milutin Osmajić | 25 juli 1999    | Cádiz (-23)               |

Not: Spelare i kursiv stil är inlånade.

### Utlånade spelare
| Nr | Land    | Pos | Namn                                                     |
| -- | ------- | --- | -------------------------------------------------------- |
| 37 | England | MV  | Li-Bau Stowell (i Warrington Town till 8 september 2025) |
| —  | England | MF  | Kaedyn Kamara (i Cork City till 2 november 2025)         |

| Nr | Land    | Pos | Namn                                               |
| -- | ------- | --- | -------------------------------------------------- |
| —  | England | MF  | Kitt Nelson (i Cork City till 2 november 2025)     |
| —  | England | A   | Max Wilson (i Galway United till 30 november 2025) |

## Klubbrekord
- Störst publik: 42 684 mot Arsenal, Division 1, 23 april 1938
- Största seger: 26-0 mot Hyde, FA-cupen, 15 oktober 1887
- Största ligaseger: 10-0 mot Stoke, Division 1, 14 september 1889
- Största förlust: 0-7 mot Blackpool, Division 1, 1 maj 1948
- Flest ligamål under en säsong: 100, Division 2, 1927/28
- Flest ligamål av en spelare under en säsong: 37, Ted Harper, Division 2, 1932/33
- Flest ligamatcher: Alan Kelly, 447, 1961-75